# Judith Milberg
Judith Milberg, vormals Judith Betzler (* 10. September 1962 in München), ist eine deutsche Kunsthistorikerin und Fernsehmoderatorin.

## Leben und Werdegang
Judith Milbergs Eltern sind der Archäometriker Dietrich Klemm und die Ägyptologin Rosemarie Klemm. Sie studierte Kunstgeschichte, Ägyptologie und Kommunikationswissenschaft. Nach eigenen Angaben gründete sie während des Studiums eine Firma für Kunst-Management, kuratierte Ausstellungen und beriet Unternehmen. Sie arbeitete bei Hubert Burda Media im Bereich Corporate Culture. Seit 2014 stellt sie als Malerin aus.
Auf Arte moderierte Milberg 2009 und 2010 eine vierteilige Dokuserie mit dem Titel Design für jeden Tag, in der sie aus Fundstücken Möbel herstellte. Zwischen 2010 und 2015 gestaltete sie mit Axel Milberg die TV-Kulturreihe des Bayerischen Rundfunks Mit Milbergs im Museum, in der sie ihm beim Gang durch Museen wie der Alten und der Neuen Pinakothek, dem Lenbachhaus oder dem Museum Brandhorst moderne Kunst erklärte. Hanns-Josef Ortheil beschrieb die Sendung folgendermaßen: „Sie erklärte ihm (sehr animiernd, lässig und klug) einige Bilder, und er schüttelte dazu mit dem Kopf, raunzte vor sich hin und kickte ihr einige noch lässigere Bemerkungen zurück. […] Was ich an ihnen beobachten konnte, war die emotionale Aufladung der beiden Partner durch die Umgebung der Bilder […] die Räume übertrugen ihre Aura auf die beiden Sprecher […]“ Im Rahmen der Sendereihe präsentierte das Ehepaar 2012 eine Doku-Soap von Andreas Ammer über Pablo Picasso. Milberg & Wagner war eine BR-Sendereihe, welche von 2016 bis 2018 ausgestrahlt wurde. Judith Milberg und Florian Wagner entwickelten getrennt voneinander Einrichtungsideen anhand von Aufgaben, die ihnen Zuschauer stellten.
Sie ist seit 2004 mit Axel Milberg verheiratet und hat mit ihm einen Sohn. Zwei weitere Söhne stammen aus einer vorherigen Ehe. Sie lebt mit ihrer Familie in München.

## Veröffentlichungen
als Herausgeberin Judith Betzler
- Aenne Burda. Die Macht des Schönen, Econ Verlag, Düsseldorf 1999, ISBN 978-3-430-11194-2.
- Hubert Burda – Kunst und Medien. Festschrift zum 9. Februar 2000, Petrarca Verlag, München 2000, ISBN 978-3-00-005689-5.

als Autorin Judith Milberg
- Mein Design: Lustobjekt aus Alltagsdingen. Callwey Verlag, München 2007, ISBN 978-3-7667-1711-5.

## Ausstellungskatalog
- Eva Karcher (Hrsg.): Judith Milberg. Gemälde und Arbeiten auf Papier 2015 – 2017, Kerber Verlag, Bielefeld 2017, ISBN 978-3-7356-0380-7.